# Albert Watson (Fotograf)

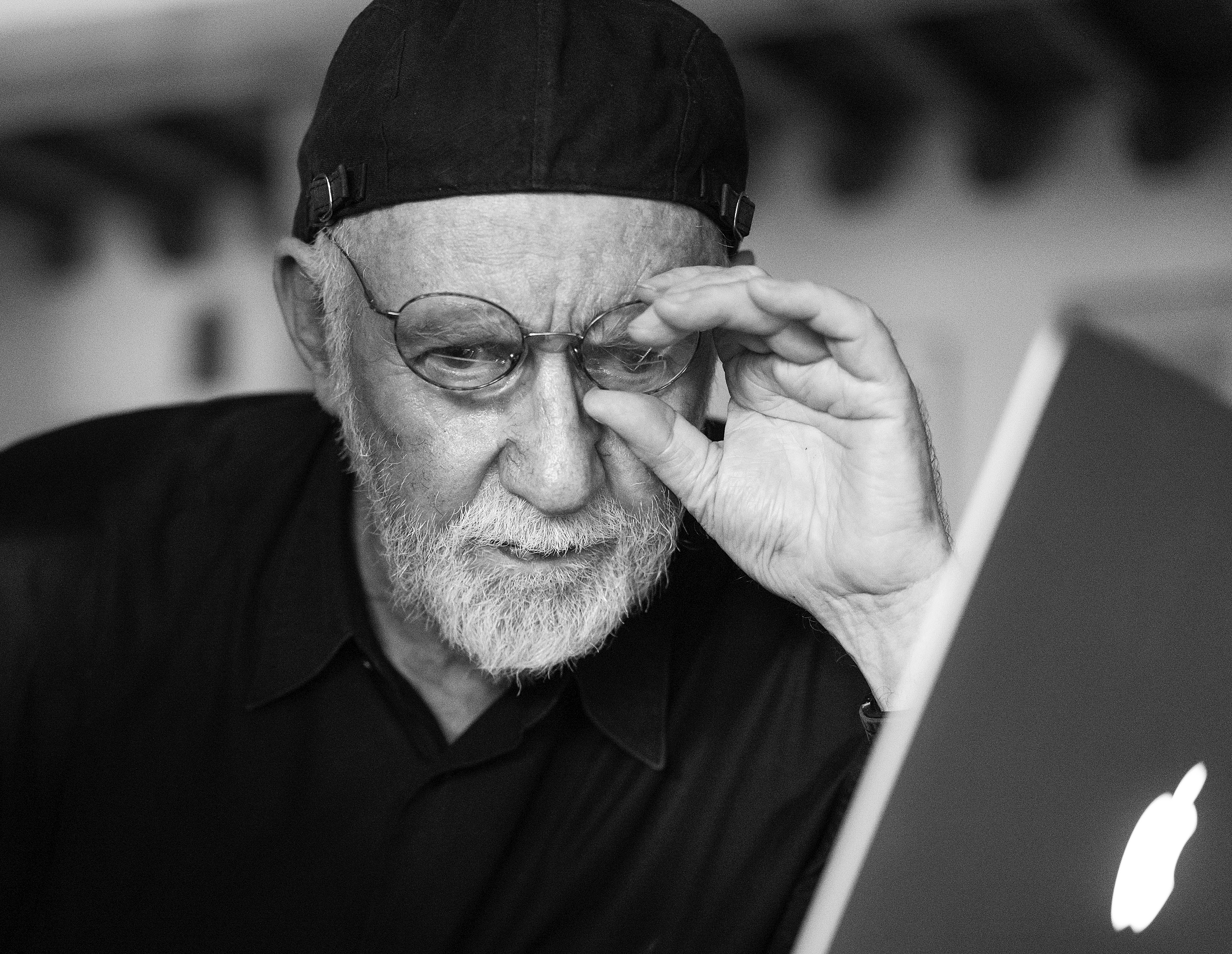
Albert Watson

Albert Watson (* 1942 in Edinburgh, Schottland) ist ein britischer Fotograf, der seit 1976 in den USA lebt. Seit seiner Geburt ist Watson auf einem Auge blind. Er wurde durch seine Mode- und Porträtfotografien berühmt. Er lichtete insbesondere Prominente wie Mick Jagger, Alfred Hitchcock, Kate Moss, Johnny Depp, Jack Nicholson, Naomi Campbell, Steve Jobs und Marilyn Manson ab.

## Rezeption
„Er ist ein Getriebener“, berichtet der Kulturreport (ARD) über ihn. „Über 250 Coverfotos allein für die Vogue, tausende von Mode-Shootings, 650 Werbefilme und etliche Musikvideos hat er gemacht. Seine Bilder sind mittlerweile Ikonen der Fotografie.“ Zu seinem Repertoire gehören außerdem Bilder von Marokko. Einer seiner Bildbände ist diesem Land gewidmet. Außerdem ist er der offizielle Hoffotograf von Mohammed VI.
Weiterhin bekannt sind seine Serien über Las Vegas und über Affen.

## Ausstellungen
- 2019/20: Land_Scope, Christophe Guye Galerie, Zürich, Schweiz[2]
- 2015: Roids!, Christophe Guye Galerie, Zürich, Schweiz
- 2013: Albert Watson: 14 days in Benin im Rautenstrauch-Joest-Museum, Köln
- 2012: Icons of tomorrow – Contemporary Fashion Photography, Christophe Guye Galerie, Zürich, Schweiz